# Ceglédbercel
Ceglédbercel é um município da Hungria, situado no condado de Peste. Tem 28,15 km² de área e sua população em 2015 foi estimada em 4.284 habitantes.